# Matjaž Nemec
Matjaž Nemec (ur. 10 kwietnia 1980 w Novej Goricy) – słoweński polityk, poseł do Zgromadzenia Państwowego, poseł do Parlamentu Europejskiego IX i X kadencji.

## Życiorys
Kształcił się w CDI Univerzum (absolwent z 2007). W 2013 ukończył szkołę wyższą IBS mednarodna poslovna šola Ljubljana, w 2017 na tej samej uczelni uzyskał magisterium z zakresu biznesu międzynarodowego i zrównoważonego rozwoju. Do 2008 pracował jako sprzedawca. Działacz słoweńskich Socjaldemokratów. W latach 2008–2011 był osobistym sekretarzem premiera Boruta Pahora. W 2012 zatrudniony w administracji słoweńskiego rządu jako analityk. W tym samym roku, gdy Borut Pahor objął urząd prezydenta, Matjaž Nemec otrzymał nominację na jego asystenta. Stanowisko to zajmował do 2014, kiedy to uzyskał mandat posła do Zgromadzenia Państwowego. W kadencji 2014–2018 pełnił funkcję wiceprzewodniczącego słoweńskiego parlamentu. W wyborach w 2018 z powodzeniem ubiegał się o reelekcję, w skład Zgromadzenia Państwowego wchodził do 2022. W 2019 kandydował do Parlamentu Europejskiego, zasiadł w nim w maju 2022 w miejsce Tanji Fajon. W 2024 utrzymał mandat europosła na kolejną kadencję.